# Amy Rodriguez
Amy Joy Rodriguez Shilling (Lake Forest, California; 17 de febrero de 1987) es una entrenadora y exfutbolista estadounidense al mando del Utah Royals de la National Women's Soccer League.
Campeona mundial en 2015, Rodriguez fue internacional con la selección de Estados Unidos de 2005 a 2018, período en el que también se colgó el oro olímpico en Pekín 2008 y Londres 2012.

## Trayectoria
Comenzó su carrera en 2005 en USC Trojans, de la NCAA. Ese mismo año debutó con la selección estadounidense, en la Copa de Algarve. Su primer gran torneo internacional fueron los Juegos Olímpicos de Pekín. 
En 2009 jugó en las Boston Breakers de la WPS, y en 2010 pasó al Philadelphia Independence. En 2014 fichó por el FC Kansas City (NWSL).

## Estadísticas

### Clubes
| Club                      | País           | Año         |
| ------------------------- | -------------- | ----------- |
| West Coast FC             | Estados Unidos | 2008        |
| Boston Breakers           | Estados Unidos | 2009        |
| Philadelphia Independence | Estados Unidos | 2010 - 2011 |
| FC Kansas City            | Estados Unidos | 2014 - 2017 |
| Utah Royals               | Estados Unidos | 2018 - 2020 |
| Kansas City NWSL          | Estados Unidos | 2021        |
| North Carolina Courage    | Estados Unidos | 2021        |

## Palmarés

### Títulos nacionales
| Título                         | Club           | País           | Año  |
| ------------------------------ | -------------- | -------------- | ---- |
| National Women's Soccer League | FC Kansas City | Estados Unidos | 2014 |
| National Women's Soccer League | FC Kansas City | Estados Unidos | 2015 |

### Títulos internacionales
| Título                             | Equipo         | Sede           | Año  |
| ---------------------------------- | -------------- | -------------- | ---- |
| Juegos Olímpicos de Verano         | Estados Unidos | Pekín          | 2008 |
| Preolímpico Femenino de Concacaf   | Estados Unidos | Canadá         | 2012 |
| Juegos Olímpicos de Verano         | Estados Unidos | Londres        | 2012 |
| Campeonato Femenino de la Concacaf | Estados Unidos | Estados Unidos | 2014 |

(*) Incluyendo la Selección

## Vida personal
Amy Rodriguez es de padre cubano y madre estadounidense, Amy fue criada en Beverly Hills, California que es donde nació.